# Franco Agamenone
Franco Agamenone (ur. 15 kwietnia 1993 w Río Cuarto) – argentyński tenisista, który od 2020 roku reprezentuje Włochy.

## Kariera tenisowa
W karierze zwyciężył w trzech singlowych oraz trzech deblowych turniejach cyklu ATP Challenger Tour. Ponadto wygrał dziewięć singlowych oraz trzydzieści siedem deblowych turniejów rangi ITF.
W okresie od marca 2019 roku do stycznia 2020 był tymczasowo zawieszony przez ITF ze względu na przyjmowanie niedozwolonych substancji.
W rankingu gry pojedynczej najwyżej był na 108. miejscu (1 sierpnia 2022), a w klasyfikacji gry podwójnej na 167. pozycji (15 października 2018).

### Zwycięstwa w turniejach ATP Challenger Tour

#### Gra pojedyncza
| Końcowy wynik | Nr | Data             | Turniej | Nawierzchnia | Przeciwnik        | Wynik finału |
| ------------- | -- | ---------------- | ------- | ------------ | ----------------- | ------------ |
| Zwycięzca     | 1. | 29 sierpnia 2021 | Praga   | Ceglana      | Ryan Peniston     | 6:3, 6:1     |
| Zwycięzca     | 2. | 12 września 2021 | Kijów   | Ceglana      | Sebastián Báez    | 7:5, 6:2     |
| Zwycięzca     | 3. | 1 maja 2022      | Rzym    | Ceglana      | Gian Marco Moroni | 6:1, 6:4     |

#### Gra podwójna
| Końcowy wynik | Nr | Data              | Turniej              | Nawierzchnia | Partner          | Przeciwnicy                    | Wynik finału      |
| ------------- | -- | ----------------- | -------------------- | ------------ | ---------------- | ------------------------------ | ----------------- |
| Zwycięzca     | 1. | 19 listopada 2017 | Santiago             | Ceglana      | Facundo Argüello | Máximo González Nicolás Jarry  | 6:4, 3:6, 10–6    |
| Zwycięzca     | 2. | 10 marca 2019     | Santiago             | Ceglana      | Fernando Romboli | Facundo Argüello Martín Cuevas | 7:6(5), 1:6, 10–6 |
| Zwycięzca     | 3. | 19 marca 2022     | Roseto degli Abruzzi | Ceglana      | Manuel Guinard   | Ivan Sabanov Matej Sabanov     | 7:6(2), 7:6(3)    |